# MIMO (水戸市)
MIMO（ミーモ）とは、かつて茨城県水戸市南町2丁目に存在したショッピングセンター。

## 概要

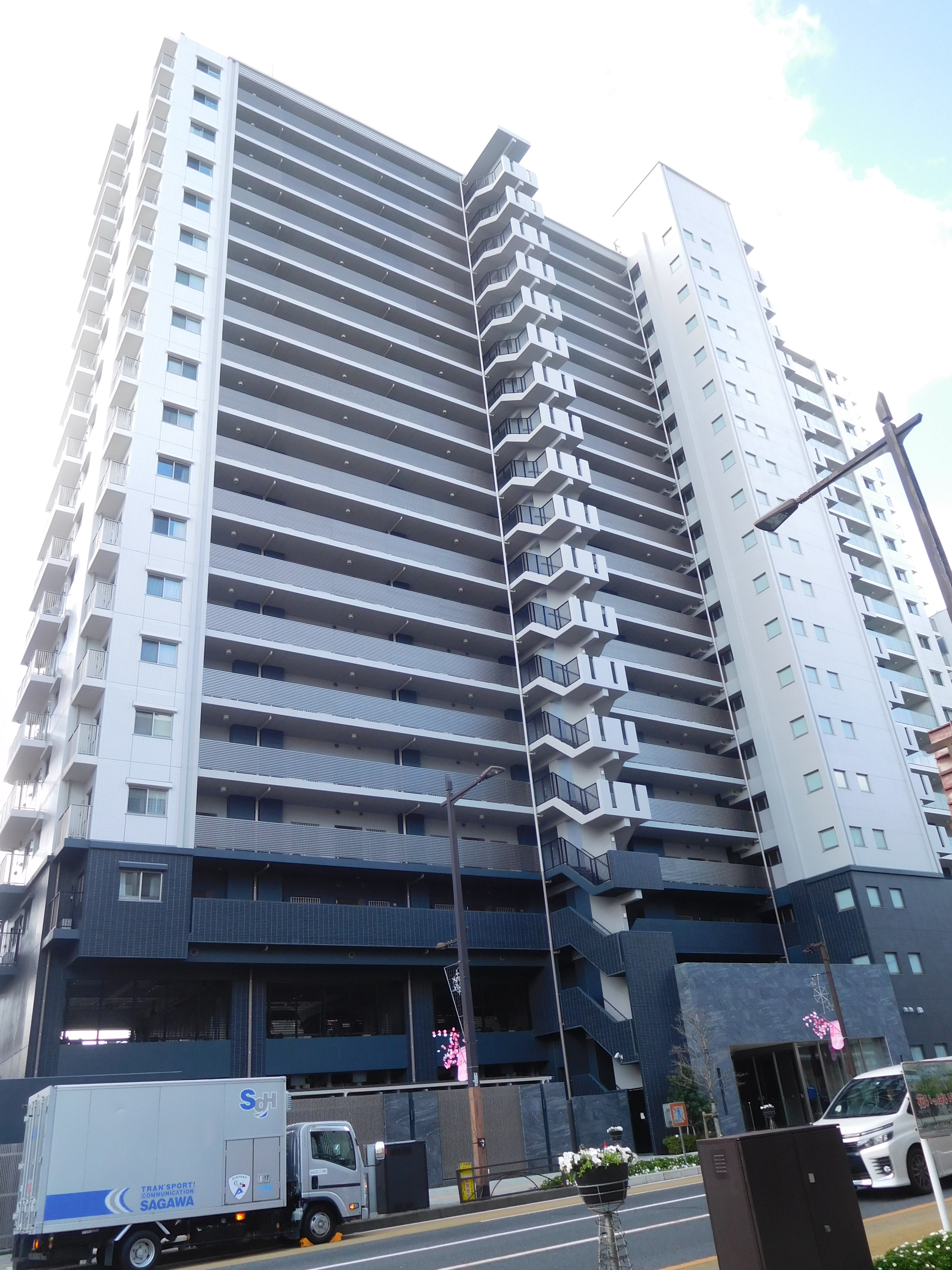
MIMO跡地に建つレーベン水戸 THE PREMIERE

2005年10月までダイエー水戸店として営業されていた建物を不動産会社フォレストハウスが改装して2007年（平成19年）10月19日に開業した。2005年（平成17年）10月31日に閉店したダイエー水戸店。売り場面積は約9900平方メートルと小型。カスミ、しまむらをキーテナントとし、地域密着型ショッピングセンターを目指した。また、2009年3月に水戸駅前のLIVINが閉店してからは、カスミが水戸駅北口周辺で数少ないスーパーマーケットとなっていた。
MIMOの名称は公募で決定した。「水戸（MITO）がもっと（MOTTO）楽しく素晴らしく、もっと好きになる」などの意味が込められており、その頭文字を取って命名された。しかし、テナントの出入りが激しく、中心市街地の活性化には繋がらなかった。
更に、2011年3月の東北地方太平洋沖地震（東日本大震災）後にエレベーターが停止されたままとなり、2011年（平成23年）8月に100円ショップ「ダイソー」が閉店。更に2013年（平成25年）には建物の管理維持が困難になったことから、管理会社の要請を受けて衣料品店の「しまむら」が3月に、「カスミ」が4月21日に閉店した。それ以降も地下で営業を続けていたカードショップも5月26日を以って休業し、全てのテナントが撤退した。その後解体され、跡地はタカラレーベンがマンション開発を行う予定と2014年（平成26年）に報じられ、2018年（平成30年）1月に19階建ての「レーベン水戸 THE PREMIERE」が竣工した。マンションの1階部分にはカスミ・プルシェ南町店が出店し、「カスミ」ブランドでは最小クラスとなる売場面積374 m2の小型店として5年ぶりに再開した。

## 店舗
以下は過去に入店していたテナントである。2011年9月以降、閉鎖まで4階以上のフロアは使われていなかった。
- 屋上　ビアガーデン
- 7F 託児所
- 6F （閉鎖）
- 5F （閉鎖）
- 4F ダイソー（2011年（平成23年）8月閉店[2]）
- 3F ファッションフロア・カルチャーセンター
- 2F しまむら（2013年（平成25年）3月閉店[2]）
- 1F フードマーケットKASUMI（2013年（平成25年）4月21日閉店[2]）、フードショップ
- B1F コヤマ薬局（2009年（平成21年）5月閉店）、クリーニング、フードコーナー、整体、カードショップ

## 年表
- 2007年（平成19年）
  - 10月19日1F カスミ オープン[4]
  - 10月25日 - 2F しまむら オープン
  - 11月1日 - 3F ファッションフロア オープン
  - 11月23日 - B1F オープン
- 2008年（平成20年）
  - 1月12日 - 6F ラジコン天国 オープン
  - 1月24日 - 4F ダイソー オープン
  - 3月20日 - 6F ビッグジョイ オープン
  - 3月29日 - B1F フードショップなど オープン
  - 6月25日 - 屋上 ビアガーデン オープン
  - 9月 - 7F 託児所 オープン
- 2009年（平成21年）1月13日 - 7F カルチャーセンター オープン
- 2011年（平成23年）8月31日 - 4F ダイソー閉店
- 2013年（平成25年）
  - 3月17日 - 2F しまむら 閉店
  - 4月21日 - 1F カスミ[2]・B1F クリーニング店 閉店
  - 5月26日 - B1F 唯一残っていたカードショップが休業。全てのテナントが撤退し閉鎖。

## ダイエー水戸店
1973年（昭和48年）11月9日に水戸ショッパーズプラザとして開業した。 
ダイエー水戸店はダイエーにとって100号店であった。
敷地面積は4,676m2で地上10階地下1階建て延べ床面積19,287m2であった。
2005年（平成17年）10月31日に閉店した。